# Station Chodzież
Station Chodzież is een spoorwegstation in de Poolse plaats Chodzież.